# Drasterius makrisi
Drasterius makrisi là một loài bọ cánh cứng trong họ Elateridae. Loài này được Preiss & Platia miêu tả khoa học năm 2003.